# استریتر (ویرجینیای غربی)
استریتر (به انگلیسی: Streeter) یک منطقهٔ مسکونی در ایالات متحده آمریکا است که در شهرستان سامرز، ویرجینیای غربی واقع شده است. استریتر ۶۰۴٫۱۲ متر بالاتر از سطح دریا واقع شده است.